# Ravencroft
El Instituto Ravencroft es una prisión ficticia de máxima seguridad para criminales dementes que aparece en los cómics publicados por Marvel Comics. El lugar se convirtió más tarde en una de las principales instalaciones de máxima seguridad del país, especializada en el tratamiento de criminales sobrehumanos.
Es un equivalente al Asilo Arkham en DC Comics.

## Descripción
El Instituto Ravencroft para Criminales Locos era un asilo de máxima seguridad para enfermos mentales.Muchos asesinos locos y supervillanos, como  Carnage y Venom, han estado recluidos en Ravencroft. 

## Historial de publicaciones
El Instituto se mencionó por primera vez en Web of Spider-Man #112, escrito por Terry Kavanagh. El instituto se inauguró oficialmente en Web of Spider-Man Annual #10 (1994), escrito por Terry Kavanagh, con arte de Jerry Bingham.

## Historia
El Instituto Ravencroft fue construido en una tierra que las tribus indígenas locales consideraban maldita desde antes del siglo XV, después de haber sido reclamada como territorio por un culto caníbal que adoraba al dios oscuro Knull.El doctor Jonas Ravencroft, descendiente de la colona británica Molly Ravencroft, quien fue asesinada por su esposo, Cortland Kasady (un descendiente de Cletus Kasady) en el siglo XVII,compró la tierra en el Condado de Westchester en 1899, decidido a brindar atención psiquiátrica adecuada a la gente de Nueva York. A pesar de numerosos reveses, a principios de la década de 1900 había establecido el Instituto Ravencroft para criminales dementes.En algún momento, el doctor Ravencroft comenzó a registrar un diario que detallaba la historia del Condado de Westchester, su familia y el Instituto Ravencroft.
En la era moderna, la Dra. Ashley Kafka fue la fundadora y primera directora de Ravencroft. John Jameson era el jefe de seguridad. Ambos son despedidos en Spectacular Spider-Man #246, y el Dr. Leonard Samson se convierte en el nuevo director de Ravencroft. El instituto no ha aparecido desde entonces y en las apariciones recientes de Leonard Samson, posee una práctica privada.
El instituto reapareció en Vengeance of the Moon Knight. En esta encarnación, albergaba principalmente a psicópatas sin superpoderes y tenía una imponente puerta de entrada de metal con una fachada gótica similar al Arkham Asylum de DC. Los pacientes conocidos de Ravencroft incluyen a Carnage, Camaleón, D.K., Doctor Octopus, Electro, Duende Verde, Gale, Chacal, Masacre, Mayhem, Mysterio, Prism, Pyromania, Ramon Grant, Shriek, Venom, Buitre y Webber. La historia después de Absolute Carnage, Ruins of Ravencroft finalmente explica su verdadero origen. Resulta que el instituto es más que solo para criminales locos. Solía actuar como un área de preparación para experimentos sobrehumanos, particularmente individuos sobrenaturales como Drácula durante el siglo XX, donde Jonas Ravencroft desató a los monstruos vampíricos sobre el personal de Arma Plus antes de suicidarse.
Masacre pronto escapó y le disparó a la Dra. Kafka en el proceso.Cletus Kasady fue reanimado y tomó el control del culto adorador de Knull, e hizo que Jameson, a quien había infectado con una rama de su simbionte, matara a los guardias y atrajera a Spider-Man y Venom a una trampa. Kasady infectó a los internos con piezas de su simbionte, convirtiéndolos en doppelgängers de Carnage.Carnage reclamó el asilo como base para el culto, resucitando a DemoDuende usando a Shriek como sacrificio.Sin embargo, Deadpool interrumpió sin saberlo los rituales del culto y quemó el asilo hasta los cimientos para escapar.
El señor del crimen Wilson Fisk, usando su influencia como alcalde de Nueva York, financió la limpieza del asilo destruido, con la intención de reconstruirlo para promover sus propios propósitos nefastos. Durante la limpieza, se descubrió el diario de Jonas Ravencroft, así como una instalación subterránea oculta debajo del ala sur.A pesar de los esfuerzos de Reed Richards para garantizar que el Instituto Ravencroft reconstruido fuera una institución psiquiátrica adecuada, fue reconstruido como una prisión para supervillanos peligrosos, y John Jameson lamentó que la historia solo se repetiría.Demostrando que esta predicción era cierta, Fisk contrató a los supervillanos Norman Osborn, Taskmaster, Mac Gargan, Karla Sofen y Roderick Kingsley como miembros del personal.

## En otros medios

### Televisión
- Ravencroft aparece en Spider-Man, con Eddie Brock, Cletus Kasady y Harry Osborn como pacientes destacados.
- Ravencroft aparece en The Spectacular Spider-Man, con Electro, Doctor Octopus, Cletus Kasady, John Jameson y Eddie Brock como pacientes destacados.

### Película
- Ravencroft aparece en The Amazing Spider-Man 2: Rise of Electro (2014), con el Dr. Ashley Kafka como científico líder y Electro como paciente hasta que Harry Osborn lo libera.[11]Después de que Harry fue derrotado por Spider-Man, él también se convirtió en prisionero de Ravencroft.
- Ravencroft aparece en Venom: Let There Be Carnage (2021).[12]Frances Barrison fue llevada del Hogar St. Estes para Jóvenes No Deseados a Ravencroft hasta que Cletus Kasady la libera.

### Videojuegos
Ravencroft también aparece en el videojuego The Amazing Spider-Man 2, en el que Oscorp lo utiliza para realizar experimentos secretos. 